# Fraccionamiento COPROVI
Fraccionamiento COPROVI är en ort i Mexiko.   Den ligger i kommunen Monte Escobedo och delstaten Zacatecas, i den centrala delen av landet, 600 km nordväst om huvudstaden Mexico City. Fraccionamiento COPROVI ligger 2 181 meter över havet och antalet invånare är 177.
Terrängen runt Fraccionamiento COPROVI är kuperad åt nordväst, men åt sydost är den platt. Runt Fraccionamiento COPROVI är det mycket glesbefolkat, med 6 invånare per kvadratkilometer. Närmaste större samhälle är Monte Escobedo, 2,4 km väster om Fraccionamiento COPROVI. Trakten runt Fraccionamiento COPROVI består i huvudsak av gräsmarker.